# Chùa Nam Thiên Nhất Trụ
Chùa Nam Thiên Nhất Trụ hay chùa Một Cột là một ngôi chùa ở thành phố Thủ Đức, Thành phố Hồ Chí Minh, chùa được biết tới nhiều vì có cấu trúc tương tự với ngôi chùa Một Cột ở Hà Nội.
Chùa tọa lạc ở đường Đặng Văn Bi, thành phố Thủ Đức Thành phố Hồ Chí Minh. Chùa do Hòa thượng Thích Trí Dũng dựng vào 8 tháng 4 năm 1958. Kiến trúc sư Nguyễn Gia Đức vẽ thiết kế, chùa được hoàn tất vào năm 1977. Xây dựng chùa này cốt để các tín ngưỡng phương Nam chiêm ngưỡng lễ Phật, nhớ về cội nguồn tổ tiên, hun đúc hy vọng quốc thái dân an, quê hương hưng thịnh. Trụ chùa "Nam Thiên nhất trụ" đúc vĩnh cửu bằng xi măng cốt thép. Mái lợp ngói uốn cong như chùa Một Cột Hà Nội.